# Вомпельськ
Вомпельськ (пол. Wąpielsk) — село в Польщі, у гміні Вомпельськ Рипінського повіту Куявсько-Поморського воєводства.
Населення — 729 осіб (2011).
У 1975-1998 роках село належало до Торунського воєводства.

## Демографія
Демографічна структура станом на 31 березня 2011 року:
|          | Загалом | Допрацездатний вік | Працездатний вік | Постпрацездатний вік |
| -------- | ------- | ------------------ | ---------------- | -------------------- |
| Чоловіки | 364     | 77                 | 256              | 31                   |
| Жінки    | 365     | 66                 | 223              | 76                   |
| Разом    | 729     | 143                | 479              | 107                  |